# Klein Lafferde
Klein Lafferde (niederdeutsch Lütjen Laffer) ist ein Ortsteil der Gemeinde Lengede im Landkreis Peine in Niedersachsen.

## Geografie
Klein Lafferde liegt im Übergangsbereich zwischen den Ausläufern des nördlichen Harzvorlandes und dem Norddeutschen Tiefland, rechtsseitig des Flusses Fuhse.
Die Ortschaft liegt an der Landesstraße L 472 zwischen Braunschweig (21 km) und Hildesheim (23 km), sowie zwischen der Kreisstadt Peine (12 km) und der Stadt Salzgitter (10 km).

### Verkehrsanbindung
In Klein Lafferde gibt es zwei Bushaltestellen. Es gibt tägliche Verbindungen nach Peine, über Groß Lafferde und Groß Ilsede, sowie nach Broistedt über Lengede. Die nächsten Bahnhöfe liegen in Broistedt und Woltwiesche. Via Regionalverkehr gelangt man so nach Hildesheim, Braunschweig und Hannover. Es gibt ein Netz teils gut, teils weniger gut ausgebauter Wege und Straßen, die mit dem Fahrrad befahren werden können. Der nächste öffentliche Flughafen ist der Flughafen Hannover. Die Fahrtzeit dorthin beträgt in etwa 40 Minuten per Auto.

### Nachbarorte
| Gadenstedt (Ilsede)    | Münstedt (Ilsede)                           | Liedingen (Vechelde)  |
| Groß Lafferde (Ilsede) | Kompassrose, die auf Nachbargemeinden zeigt | Bodenstedt (Vechelde) |
| Woltwiesche            | Lengede                                     |                       |

## Geschichte
Klein Lafferde wurde im Jahr 1022 in einem Güterverzeichnis des Klosters St. Michaelis zu Hildesheim erstmals urkundlich erwähnt. Im Jahr 1807 wurde die Ortschaft in den Kanton Lafferde des von Napoleon geschaffenen Königreiches Westphalen eingegliedert. Nach dessen Auflösung im Jahr 1813 gehörte der Ort zum Königreich Hannover und ab 1866 zur Provinz Hannover des Königreichs Preußen. Die preußische Verwaltung gliederte Klein Lafferde in den am 1. April 1885 neugeschaffenen Landkreis Peine ein.
Am 1. Juli 1972 wurde Klein Lafferde, im Zuge der Gebietsreform in Niedersachsen, mit den bis zu diesem Zeitpunkt selbstständigen Gemeinden Barbecke, Broistedt, Lengede und Woltwiesche, zur neugeschaffenen Einheitsgemeinde Lengede zusammengefasst.

## Evangelisch-lutherische Kirche
Der Turm der Klein Lafferder Kirche gilt als eines der ältesten Bauwerke des Dorfes. 1974 kam es zu einem Blitzeinschlag, infolge dessen wurde das Dach des Turmes renoviert und die Wetterfahne ausgetauscht, die nun die Jahreszahlen 1819 und 1974 enthält.

## Politik

### Ortsrat
Der Ortsrat von Klein Lafferde setzt sich aus fünf Ratsfrauen und Ratsherren zusammen.
Die letzten Kommunalwahlen ergaben die folgenden Sitzverteilungen:
| Wahljahr | SPD | CDU | Grüne | Gesamt  |
| 2021     | 3   | 1   | 1     | 5 Sitze |
| 2016     | 3   | 2   | -     | 5 Sitze |
| 2011     | 3   | 2   | -     | 5 Sitze |
| 2006     | 3   | 2   | -     | 5 Sitze |

### Ortsbürgermeisterin
Ortsbürgermeisterin ist Gerlinde Perschall (SPD).

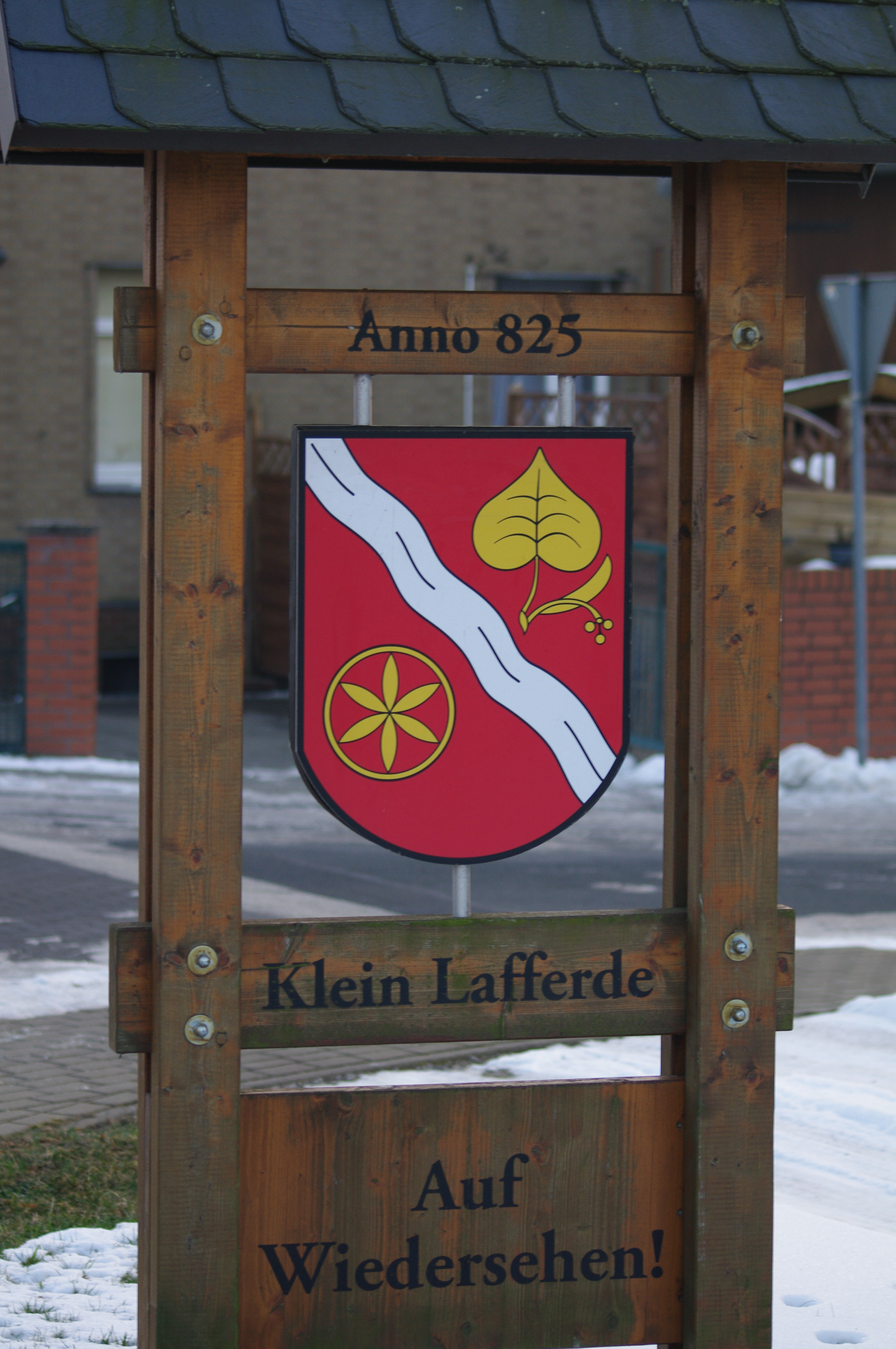
Ortsteil Klein Lafferde

### Wappen
| Wappen von Klein Lafferde | Blasonierung: „In Rot ein silberner Wellenschrägbalken, begleitet oben von einem steigenden goldenen Lindenblatt mit Früchten und unten von einem sechsspeichigen goldenen Sonnenrad.“ |
| Wappen von Klein Lafferde | Wappenbegründung: Die Fuhse, die durch mehrere Ortswappen des Kreises Peine fließt, wird durch den Wellenschrägbalken symbolisiert. Das Lindenblatt mit den Früchten verweist auf die alte um 1850 gepflanzte Linde des Dorfes. Das Sonnenrad mit den sechs Speichen ist ein althergebrachtes Symbol bäuerlicher Volkskunst, man findet es oft an Balken der alten Bauernhäuser. Die Hauptfarben Gold - Rot erinnern daran, dass der Ort Jahrhunderte zum Hochstift Hildesheim gehört hat. Das Wappen wurde vom Heraldiker Dr. Rudolf Dehnke gestaltet, am 18. April 1957 vom Gemeinderat angenommen und am 3. Juni 1957 durch das Niedersächsische Ministerium des Innern genehmigt. |

## Ortsbild und Ortsentwicklung
Der ursprünglich als Haufendorf angelegte Ort, war bis in das 20. Jahrhundert ein landwirtschaftlich geprägtes Dorf. Obwohl das Dorfbild seinen bäuerlichen Charakter weitgehend behielt, hat die Landwirtschaft in der Erwerbsstruktur nur noch eine geringe Bedeutung. Heute gehen viele Bewohner des Ortes ihrer Erwerbstätigkeit in den nahe gelegenen Industrien des Raums Salzgitter/Peine oder im Oberzentrum Braunschweig nach.

## Persönlichkeiten
- Albert Sukop (1912–1993), Fußballnationalspieler